# برایتن (میشیگان)
برایتن، میشیگان (به انگلیسی: Brighton, Michigan) یک شهر در ایالات متحده آمریکا با جمعیت ۷٬۴۴۴ نفر است که در میشیگان واقع شده‌است.

## موقعیت جغرافیایی
موقعیت جغرافیایی شهرها و مناطق اطراف به شرح زیر است:

## نگارخانه

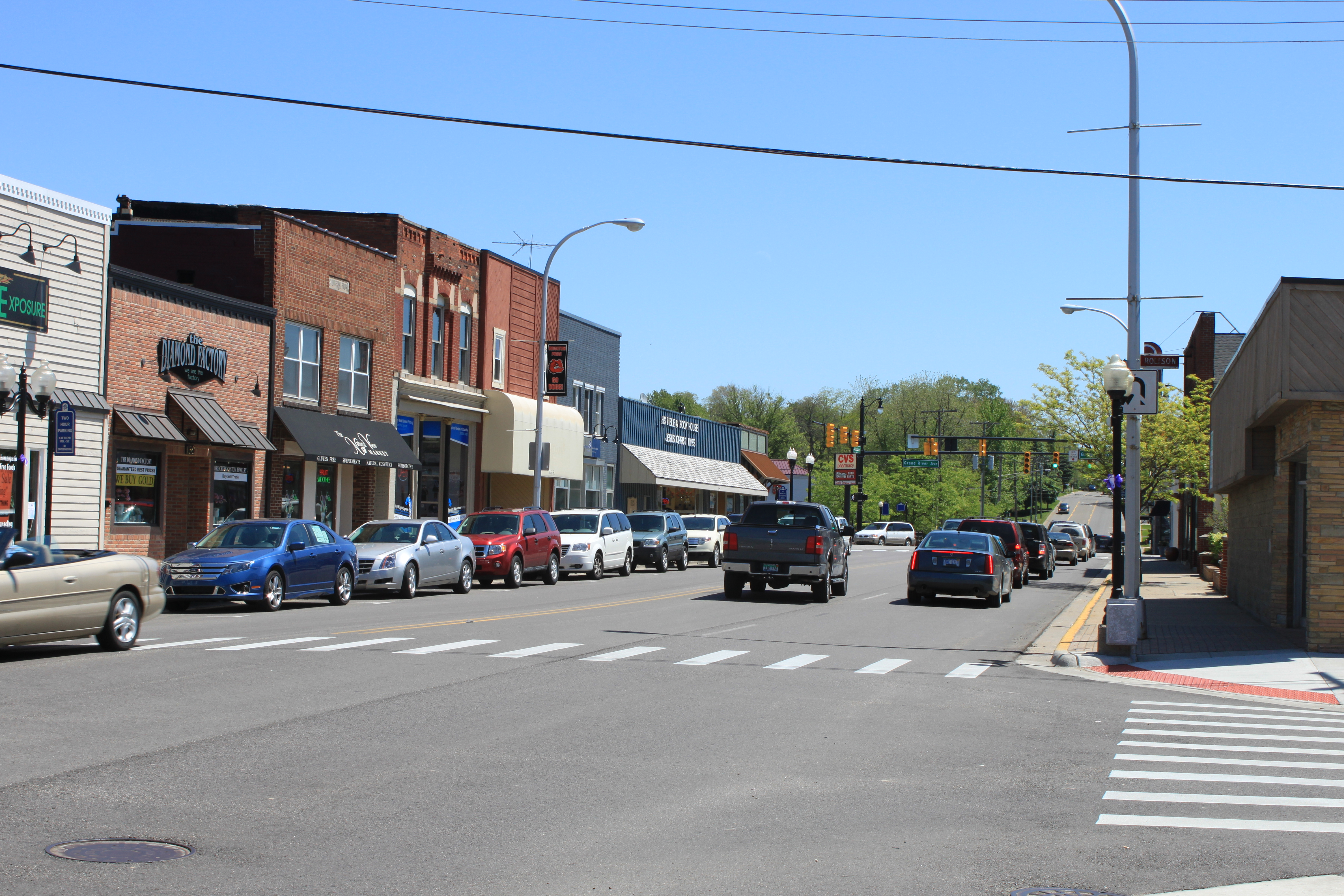
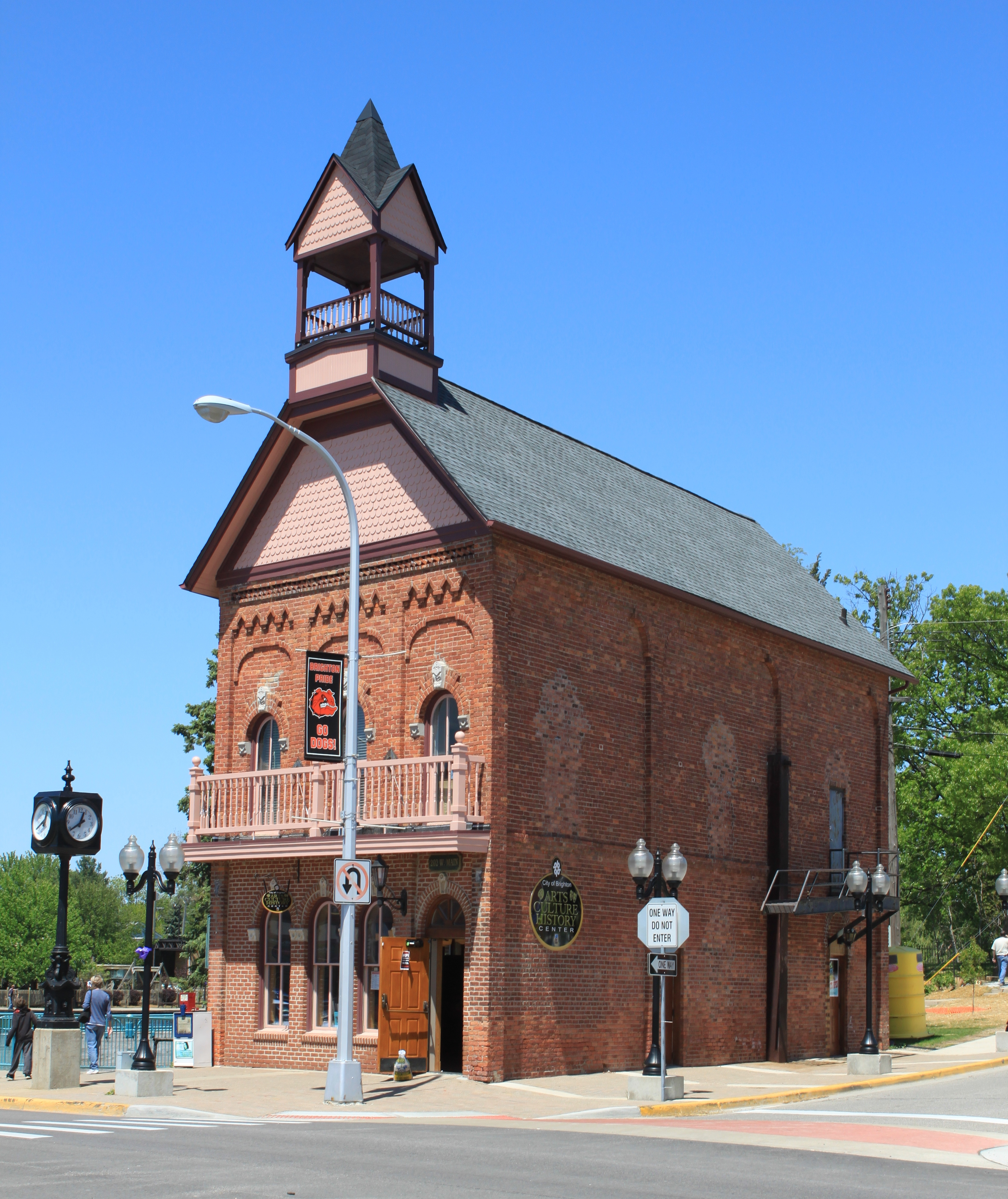
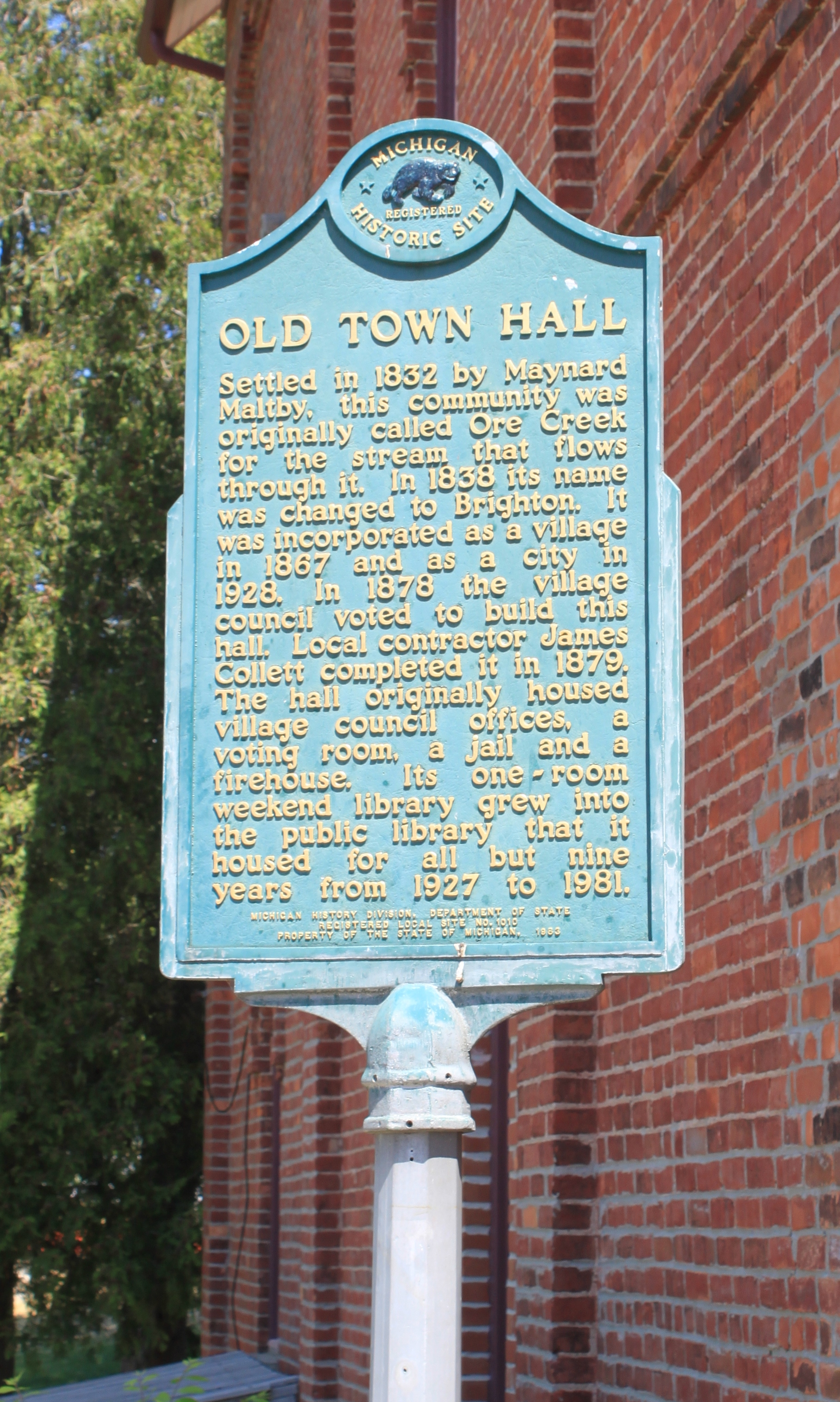
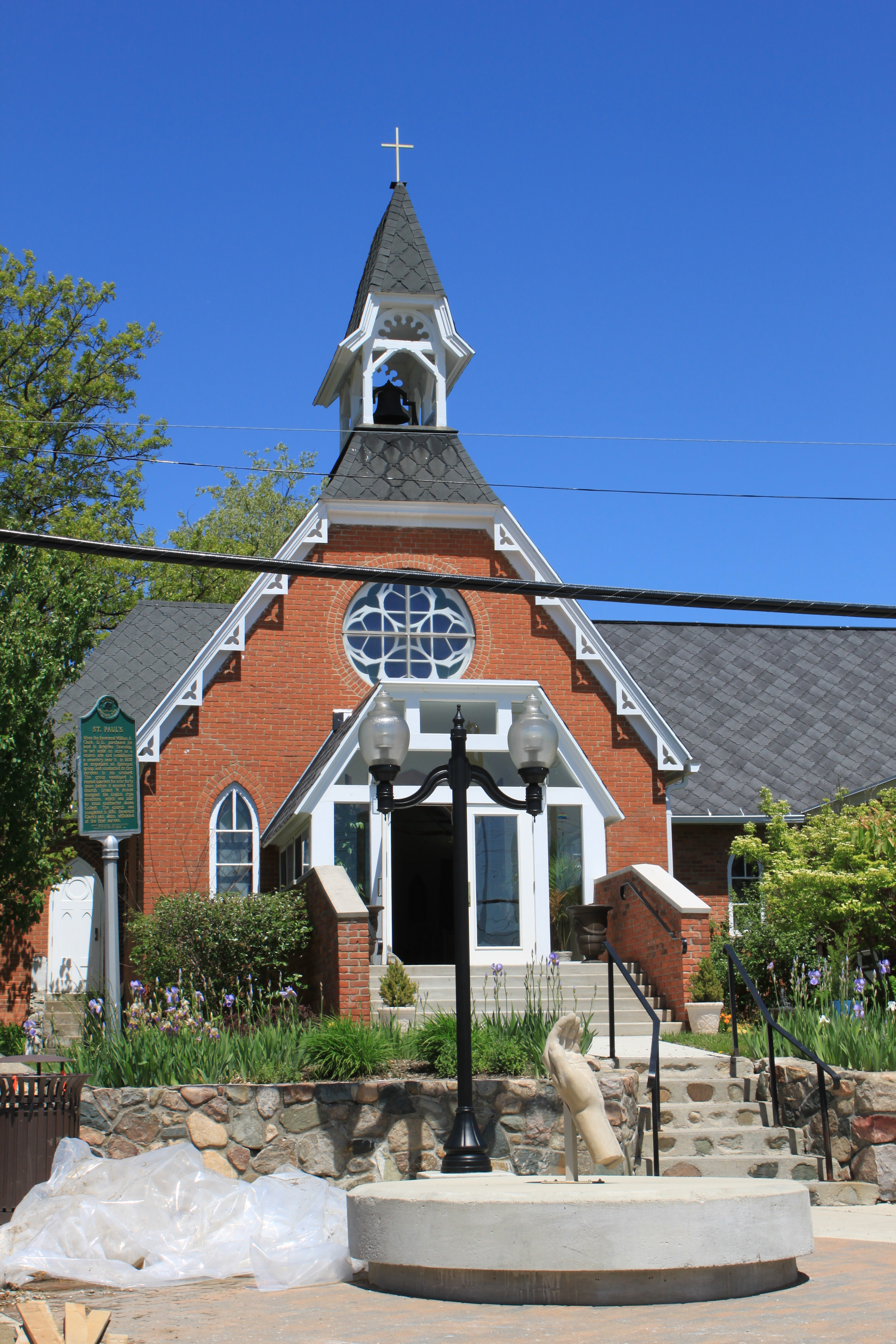
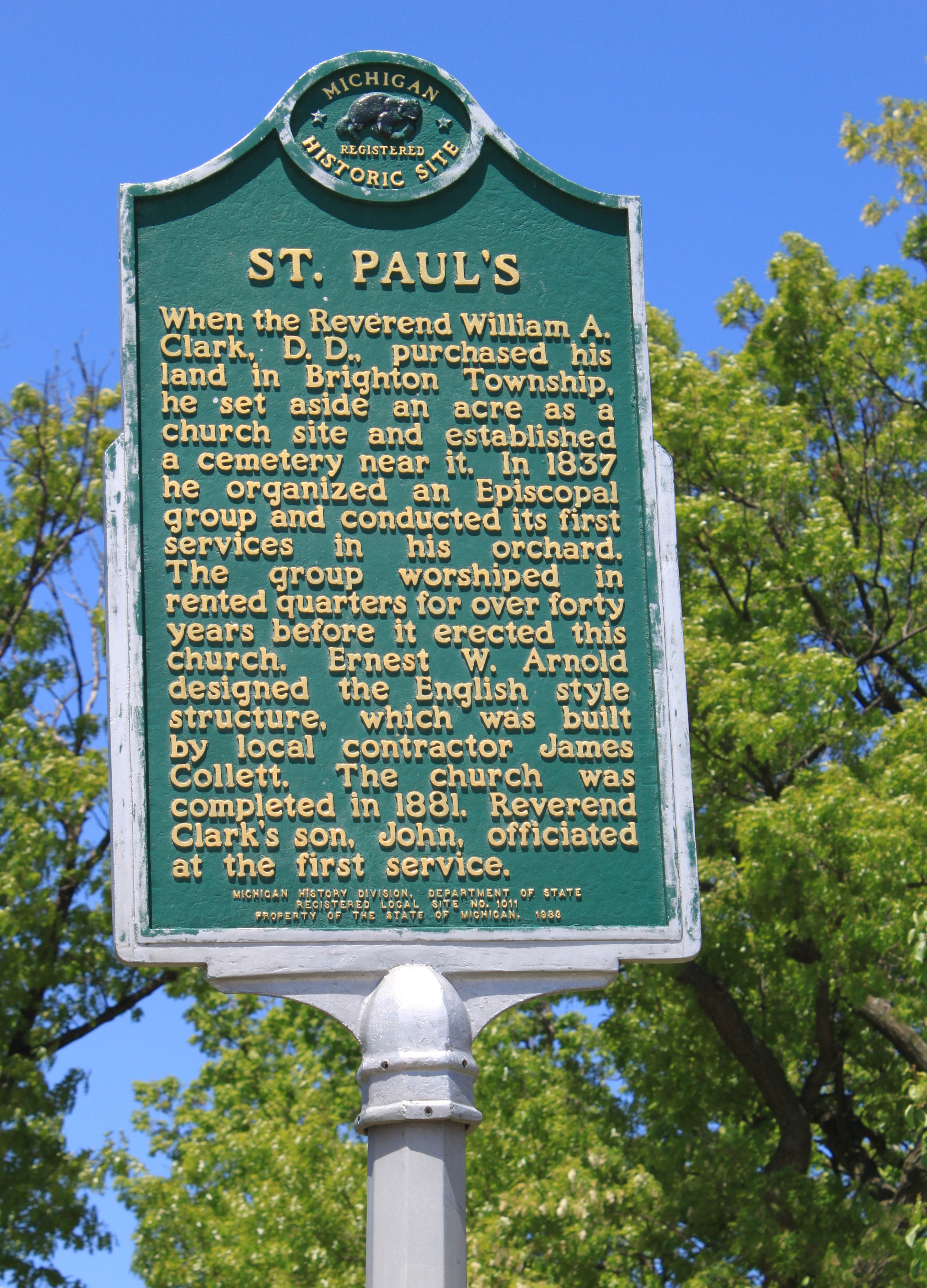
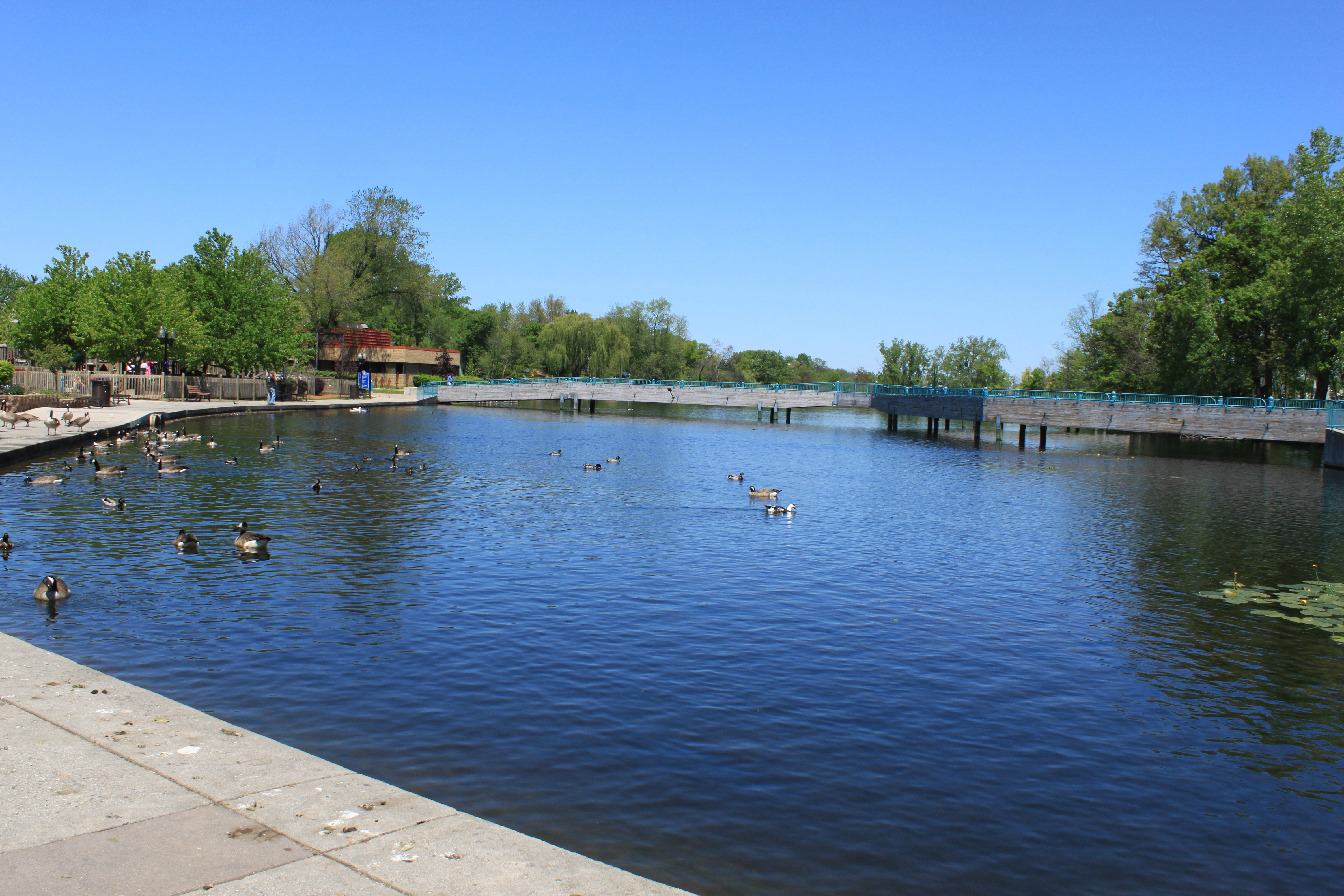
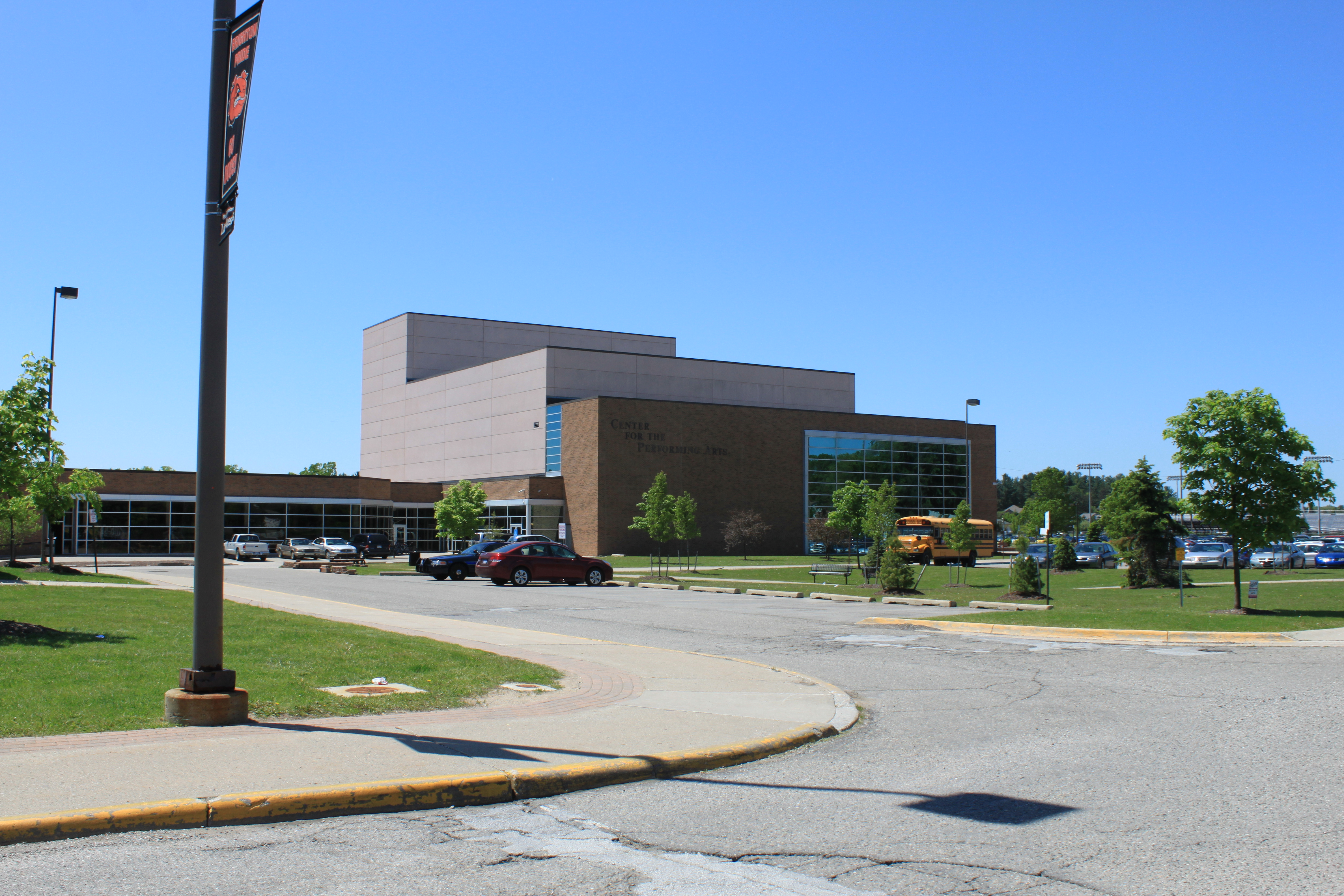